# Octave Lebesgue
Pour les articles homonymes, voir Lebesgue.
Octave Lebesgue dit Georges Montorgueil est un journaliste et écrivain français né le 5 novembre 1857 à Paris où il est mort le 24 avril 1933.

## Biographie
Il commence sa carrière à Lyon, puis travaille à Paris, notamment à L'Écho de Paris. Il devient chef des informations à L'Éclair. Il accède au poste de rédacteur en chef au journal Le Temps où il travaille jusqu’à sa mort.
Le 25 septembre 1896, il épouse Laure Martin, veuve Coutan . Une sculptrice de talent, connue sous le nom de Laure Coutan-Montorgueil.
A partir de 1900, il dirige L'Intermédiaire des chercheurs et curieux, une publication, créée en 1864.
Il utilise les  pseudonymes de Jean Valjan et Caribert, il reste connu comme Georges Montorgueil pour avoir rédigé les textes de nombreux livres pour enfants dont ceux illustrés par Job.
Il est l’auteur de livrets de drames lyriques.

## Œuvres
- En 1885, en association avec Eugène Damien, ils écrivent  Chez la Nourrice, une comédie en un acte, de MM. Eugène Damien et Lebesgue. La pièce est jouée au Théâtre Beaumarchais.

- Georges Montorgueil, L'Année féminine (1895) : Les Déshabillés au Théâtre, Paris, H. Floury, 1896, 120 p. (lire en ligne sur Gallica).

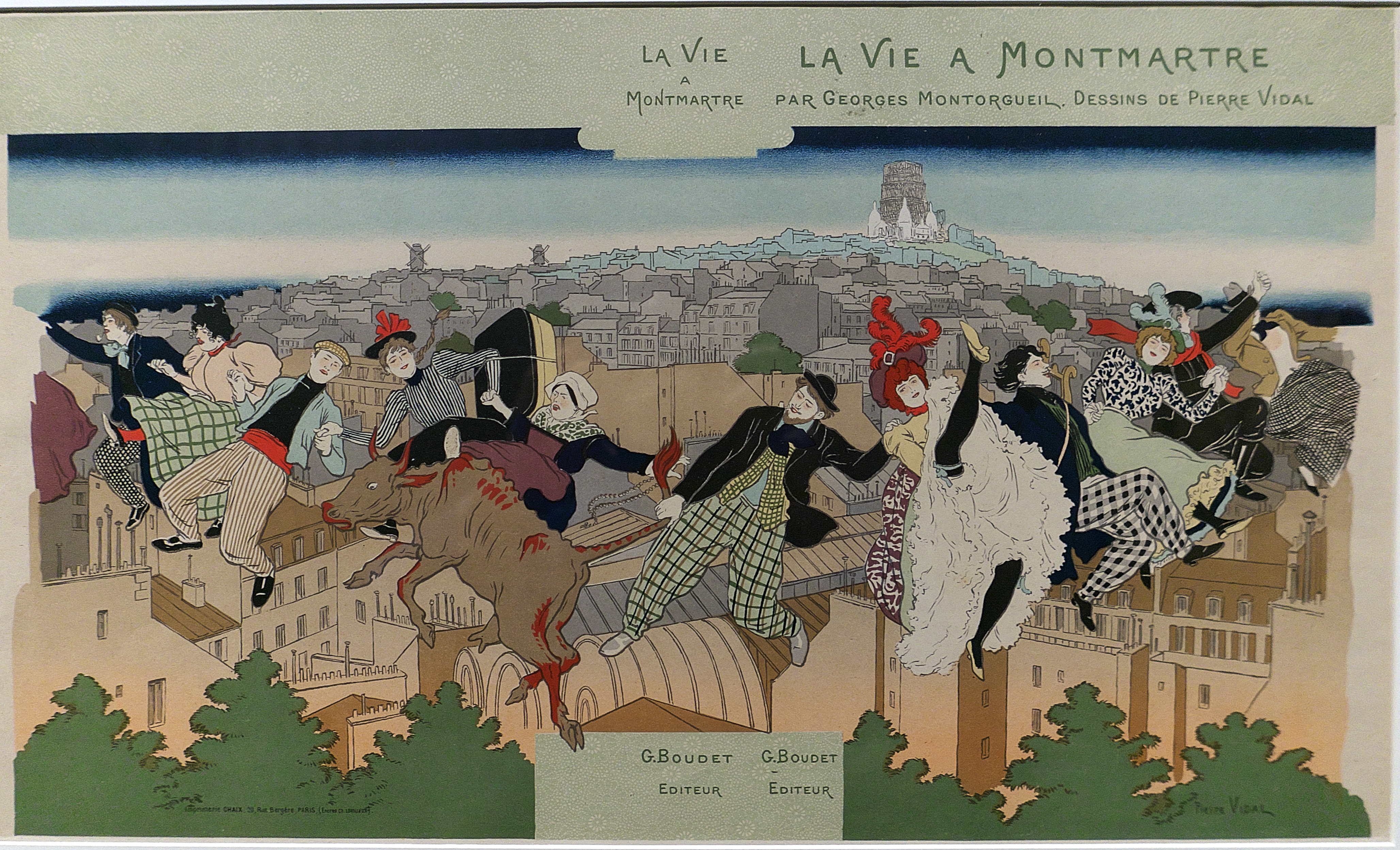
La Vie à Montmartre (dessin de Pierre Vidal, 1896).

- L'Année féminine : Les Parisiennes d'à présent, ill. de H. Boutet, Paris, Floury, 1897. in-8o. 60 exemplaires sur Japon et 750 exemplaires sur vélin.
- Henri Murger, romancier de la Bohême, Paris, Bernard Grasset 1928
- Les Eaux et les Fontaines de Paris
- La Vie des Boulevards : Madeleine-Bastille
- Le Vieux Montmartre, Paris, Librairie Hachette, 1925
- Robert Macaire, ill. de J.-P. Quint, Paris, Librairie Delagrave, 1928
- Blanc et Rouge, catalogue des vins Nicolas Drager, ill. de Paul Iribe, Paris, 1932
- Monseigneur le vin, catalogue des vins Nicolas Drager, ill. de Pierre Lissac, Paris, 1925
- Monseigneur le Vin, Livre Quatrième sur l'Anjou-Touraine, Alsace, Champagne[3]..., dessins de Carlègle, Etablissements Nicolas, Paris, 1927

Livres pour enfants
- Illustrations d'Hermann Vogel :

1. Henri IV roi de France et de Navarre

- Illustrations de Job et ornements de Jacques Drogue (*):

1. France, son Histoire
2. La Cantinière
3. Les Trois Couleurs *
4. Bonaparte
5. Napoléon
6. Jouons à l'Histoire
7. Au pays des chansons
8. Les Chants nationaux de tous les pays *
9. La Tour d'Auvergne, premier grenadier de France
10. Louis XI
11. Murat

## Distinctions
- Officier de la Légion d'honneur (1932). Il est nommé chevalier en 1893.